# Kodeks postępowania karnego (1997)
Kodeks postępowania karnego – podstawowy akt prawny regulujący polskie postępowanie karne (Ustawa z dnia 6 czerwca 1997 r. Kodeks postępowania karnego obowiązuje od 1 września 1998 r. (z wyjątkiem art. 647, 650 § 3 i 674 § 3, które – zgodnie z ustawą wprowadzającą – weszły w życie 1 stycznia 2003 r.).
Poprzednie kodeksy pochodziły z lat 1928 (Rozporządzenie Prezydenta Rzeczypospolitej z 19 marca 1928 r. (Dz.U. z 1928 r. nr 33, poz. 313) i 1969 (Ustawa z 19 kwietnia 1969 r. (Dz.U. z 1969 r. nr 13, poz. 96).

## Struktura redakcyjna kodeksu
Kodeks postępowania karnego składa się z 15 działów.
- DZIAŁ I: Przepisy wstępne (art. 1-23)
- DZIAŁ II: Sąd
  - Rozdział 1: Właściwość i skład sądu (art. 24-39)
  - Rozdział 2: Wyłączenie sędziego (art. 40-44)
- DZIAŁ III: Strony, obrońcy, pełnomocnicy, przedstawiciel społeczny, podmiot zobowiązany, właściciel przedsiębiorstwa zagrożonego przepadkiem
  - Rozdział 3: Oskarżyciel publiczny (art. 45-48)
  - Rozdział 4: Pokrzywdzony (art. 49-52)
  - Rozdział 5: Oskarżyciel posiłkowy (art. 53-58)
  - Rozdział 6: Oskarżyciel prywatny (art. 59-61)
  - Rozdział 7: (Powód cywilny) – uchylony (art. 62-70)
  - Rozdział 8: Oskarżony (art. 71-81)
  - Rozdział 9: Obrońcy i pełnomocnicy (art. 82-89)
  - Rozdział 10: Przedstawiciel społeczny (art. 90-91)
  - Rozdział 10a: Podmiot zobowiązany (art. 91a)
  - Rozdział 10b: Właściciel przedsiębiorstwa zagrożonego przepadkiem (art. 91b)
- DZIAŁ IV: Czynności procesowe
  - Rozdział 11: Orzeczenia, zarządzenia i polecenia (art. 92-107)
  - Rozdział 12: Narada i głosowanie (art. 108-115)
  - Rozdział 13: Porządek czynności procesowych (art. 116-121)
  - Rozdział 14: Terminy (art. 122-127)
  - Rozdział 15: Doręczenia (art. 128-142)
  - Rozdział 16: Protokoły (art. 143-155)
  - Rozdział 17: Przeglądanie akt i sporządzanie odpisów (art. 156-159)
  - Rozdział 18: Odtworzenie zaginionych lub zniszczonych akt (art. 160-166)
- DZIAŁ V: Dowody
  - Rozdział 19: Przepisy ogólne (art. 167-174)
  - Rozdział 20: Wyjaśnienia oskarżonego (art. 175-176)
  - Rozdział 21: Świadkowie (art. 177-192)
  - Rozdział 22: Biegli, tłumacze, specjaliści (art. 193-206)
  - Rozdział 23: Oględziny. Otwarcie zwłok. Eksperyment procesowy (art. 207-212)
  - Rozdział 24: Wywiad środowiskowy i badanie osoby oskarżonego (art. 213-216)
  - Rozdział 25: Zatrzymanie rzeczy. Przeszukanie (art. 217-236a)
  - Rozdział 26: Kontrola i utrwalanie rozmów (art. 237-242)
- DZIAŁ VI: Środki przymusu
  - Rozdział 27: Zatrzymanie (art. 243-248)
  - Rozdział 28: Środki zapobiegawcze (art. 249-277)
  - Rozdział 29: Poszukiwanie oskarżonego i list gończy (art. 278-280)
  - Rozdział 30: List żelazny (art. 281-284)
  - Rozdział 31: Kary porządkowe (art. 285-290)
  - Rozdział 32: Zabezpieczenie majątkowe (art. 291-296)
- DZIAŁ VII: Postępowanie przygotowawcze
  - Rozdział 33: Przepisy ogólne (art. 297-302)
  - Rozdział 34: Wszczęcie śledztwa (art. 303-308)
  - Rozdział 35: Przebieg śledztwa (art. 309-320)
  - Rozdział 36: Zamknięcie śledztwa (art. 321-325)
  - Rozdział 36a: Dochodzenie (art. 325a-325i)
  - Rozdział 37: Nadzór prokuratora nad postępowaniem przygotowawczym (art. 326-328)
  - Rozdział 38: Czynności sądowe w postępowaniu przygotowawczym (art. 329-330)
  - Rozdział 39: Akt oskarżenia (art. 331-336)
- DZIAŁ VIII: Postępowanie przed sądem pierwszej instancji
  - Rozdział 40: Wstępna kontrola oskarżenia (art. 337-347)
  - Rozdział 41: Przygotowanie do rozprawy głównej (art. 348-354)
  - Rozdział 42: Jawność rozprawy głównej (art. 355-364)
  - Rozdział 43: Przepisy ogólne o rozprawie głównej (art. 365-380)
  - Rozdział 44: Rozpoczęcie rozprawy głównej (art. 381-384)
  - Rozdział 45: Przewód sądowy (art. 385-405)
  - Rozdział 46: Głosy stron (art. 406-407)
  - Rozdział 47: Wyrokowanie (art. 408-424)
- DZIAŁ IX: Postępowanie odwoławcze
  - Rozdział 48: Przepisy ogólne (art. 425-443)
  - Rozdział 49: Apelacja (art. 444-458)
  - Rozdział 50: Zażalenie i sprzeciw (art. 459-467)
- DZIAŁ X: Postępowania szczególne
  - Rozdział 51: (Postępowanie uproszczone) – uchylony (art. 468-484)
  - Rozdział 52: Postępowanie w sprawach z oskarżenia prywatnego (art. 485-499)
  - Rozdział 53: Postępowanie nakazowe (art. 500-507)
  - Rozdział 54 (art. 508- 517) – skreślony
  - Rozdział 54a: Postępowanie przyspieszone (art. 517a-517j)
- DZIAŁ XI: Nadzwyczajne środki zaskarżenia
  - Rozdział 55: Kasacja (art. 518-539)
  - Rozdział 55a: Skarga na wyrok sądu odwoławczego (art. 539a-539f)
  - Rozdział 56: Wznowienie postępowania (art. 540-548)
- DZIAŁ XII: Postępowanie po uprawomocnieniu się orzeczenia
  - Rozdział 57: Podjęcie postępowania warunkowo umorzonego (art. 549-551)
  - Rozdział 58: Odszkodowanie za niesłuszne skazanie, tymczasowe aresztowanie lub zatrzymanie (art. 552-559)
  - Rozdział 59: Ułaskawienie (art. 560-568)
  - Rozdział 60: Orzekanie kary łącznej (art. 569-577)
- DZIAŁ XIII: Postępowanie w sprawach karnych ze stosunków międzynarodowych
  - Rozdział 61: Immunitety osób należących do przedstawicielstw dyplomatycznych i urzędów konsularnych państw obcych (art. 578-584)
  - Rozdział 62: Pomoc prawna i doręczenia w sprawach karnych (art. 585-589f)
  - Rozdział 63: Przejęcie i przekazanie ścigania karnego (art. 590-592)
  - Rozdział 64: Wystąpienie o wydanie lub przewóz osób ściganych lub skazanych przebywających za granicą oraz o wydanie przedmiotów (art. 593-601)
  - Rozdział 65: Ekstradycja oraz przewóz osób ściganych albo skazanych lub wydanie przedmiotów na wniosek państw obcych (art. 602-607)
  - Rozdział 65a: Wystąpienie do państwa członkowskiego Unii Europejskiej o przekazanie osoby ściganej na podstawie europejskiego nakazu aresztowania (art. 607a-607j)
  - Rozdział 65b: Wystąpienie państwa członkowskiego Unii Europejskiej o przekazanie osoby ściganej na podstawie europejskiego nakazu aresztowania (art. 607k-607zc)
  - Rozdział 66: Przejęcie i przekazanie orzeczeń do wykonania (art. 608-611f)
  - Rozdział 67: Przepisy końcowe (art. 612-615)
- DZIAŁ XIV: Koszty procesu
  - Rozdział 68: Przepisy ogólne (art. 616-622)
  - Rozdział 69: Zwolnienie od kosztów sądowych (art. 623-625)
  - Rozdział 70: Zasądzenie kosztów procesu (art. 626-641)
  - Rozdział 71: (Koszty procesu związane z powództwem cywilnym i zasądzeniem odszkodowania z urzędu) – uchylony (art. 642-645)
- DZIAŁ XV: Postępowanie karne w sprawach podlegających orzecznictwu sądów wojskowych
  - Rozdział 72: Przepisy ogólne (art. 646-662)
  - Rozdział 73: Środki przymusu i postępowanie przygotowawcze (art. 663-668)
  - Rozdział 74: Postępowanie przed sądem (art. 669-673)
  - Rozdział 75 (Postępowanie w sprawach o wykroczenia) – skreślony (art. 674-682)